# جون هوكينز
جون هوكينز هو عازف بيانو وملحن كندي، ولد في 26 يوليو 1944 في مونتريال في كندا، وتوفي في 14 يناير 2007 في تورونتو في كندا.